# Poleana, Sarnî
Poleana (în ucraineană Поляна) este un sat în comuna Krîciîlsk din raionul Sarnî, regiunea Rivne, Ucraina.

## Demografie
Componența lingvistică a localității Poleana
     Ucraineană (99,54%)
     Alte limbi (0,46%)
Conform recensământului din 2001, majoritatea populației localității Poleana era vorbitoare de ucraineană (99,54%), existând în minoritate și vorbitori de alte limbi.